# Birkenbeul
Birkenbeul är en kommun och ort i Landkreis Altenkirchen i förbundslandet Rheinland-Pfalz i Tyskland. I kommunen finns byarna Kratzhahn, Pfaffenseifen och Weißenbrüchen
Kommunen ingår i kommunalförbundet Verbandsgemeinde Hamm (Sieg) tillsammans med ytterligare 11 kommuner.